# Narcisse Henri François Desportes
Pour les articles homonymes, voir Desportes.
Narcisse Henri François Desportes, né à Champrond en 1776 et mort en 1856, est un botaniste et bibliographe français.
Auditeur de Lamarck au Muséum national d'histoire naturelle de Paris, il devient conservateur du Musée d'histoire naturelle du Mans. Il est l'auteur de plusieurs ouvrages touchant à la bibliographie de sa région d'origine.

## Publications
- Roses cultivées en France, au nombre de 2562 espèces ou variétés, avec la synonymie française et latine. Paris : Mme Huzard ; Le Mans : Pesche, 1829, XVII-124 p. Le faux-titre porte : Rosetum gallicum, ou Énumération méthodique des espèces et variétés du genre rosier, indigènes en France ou cultivées dans les jardins... ;
- Biographie et bibliographie du Maine et du département de la Sarthe, faisant suite au Dictionnaire statistique du même département. Le Mans : Monnoyer, 1828, 2 parties en 1 vol. in-8 ̊ ;
- Description topographique et hydrographique du diocèse du Mans.... Le Mans : Pesche aîné, 1831, in-16, 119 p. ;
- Description topographique et industrielle du diocèse du Mans, suivie du Guide du voyageur dans la Sarthe, la Mayenne et départements limitrophes,... 2e édition de l'ouvrage précédent, Le Mans : Pesche, 1838, in-16, VIII-140 p. ;
- Flore de la Sarthe et de la Mayenne, disposée d'après la méthode naturelle, avec l'indication des propriétés médicales des plantes et leur usage dans les arts, ...  Le Mans : C. Richelet, 1838, in-8 ̊ , LX-528 p. ;
- Bibliographie du Maine, précédée de la description... du diocèse du Mans, Sarthe et Mayenne. Le Mans : Pesche, 1844, in-8 ̊ , VIII-528 p. ;
- Tableau méthodique et synonymique des fraisiers cultivés. Le Mans : impr. de Julien, Lanier et Cie, 1854, in-8 ̊ , 28 p., extrait du Bulletin de la Société d'horticulture de la Sarthe.